# Enrico D'Angelo

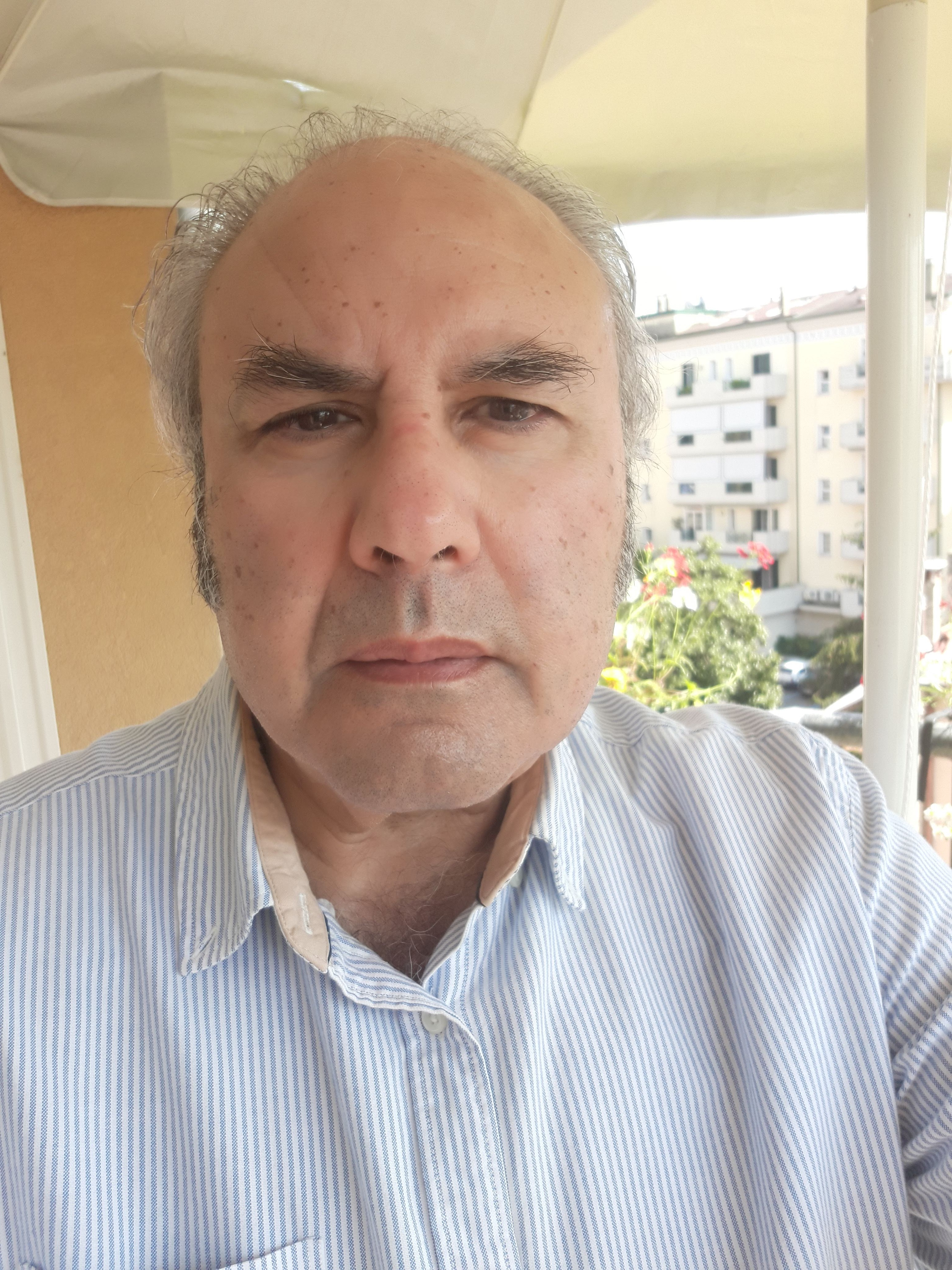
Enrico D'Angelo

Enrico D'Angelo (Luzzi, 1954) è un poeta italiano.

## Biografia
Calabrese di origini, si è formato culturalmente a Napoli. 
La sua poesia, raffinata e attenta alla metrica, è ritenuta fra le più alte della sua generazione. Sulla sua opera Alfredo Luzi ha scritto il libro Poesia come grammatica dell'essere.
Hanno scritto sulla sua poesia, tra gli altri, Raffaele Sirri («Periferia»), Ciro Vitiello («Novilunio»), Mauro Francesco Minervino («il rosso e il nero»), Giancarlo Pontiggia («Poesia»), Giulia Niccolai («il verri»), Angelo Ferracuti («GQ»), Carlo Cipparrone («Capoverso»), Mario Fresa («Carteggi Letterari»).
È consulente editoriale e ha ideato e fondato, nel 2003, il semestrale di civiltà poetiche «Smerilliana», che Giovanni Raboni segnalò, sul «Corriere della Sera», come il periodico di poesia più aperto e attento al fare poetico internazionale.
Precedentemente, a metà degli anni Ottanta del secolo scorso, come redattore del quadrimestrale «Periferia», ha ideato la sezione ‘Africana’, a quel tempo innovativa nel panorama editoriale italiano. Successivamente ha fondato a Napoli, con un gruppo di letterati e docenti dell'Università degli Studi di Napoli "L'Orientale", il semestrale letterario «Plural».
È Socio Corrispondente dell'Accademia Cosentina, una delle primissime accademie fondate in Europa, la seconda nel Regno di Napoli (1511). Ha ideato e diretto i festivals di San Benedetto del Tronto (1995-2003) e Montecatini Terme (2003-2004). Figura di intellettuale appartato, Enrico D'Angelo vive a Venezia.

### Poesia
- Le giornate (Cosenza, 1984).
- Quasi una serra (Napoli, 1991; Marano Principato, 2016 con postfazioni di Gabriele Frasca e Alessandro Giammei).
- Versi esicasti tredici poesie (a cura di Eugenio De Signoribus, Casette D'Ete, 2001).
- Night (Cosenza, 2003; Martinsicuro, 2013).
- Il fiore della serpe (Ancona, 2009).
- Versi esicasti (Martinsicuro, 2013; prefazione di Bruno Pinchard).

### Traduzioni
- Rainer Maria Rilke, Teneri tributi alla Francia (Roma, 2000; Marano Principato, 2016).
- Poesie di Henri Michaux nel libro Amore traduttore (Cosenza, 1995).

### Curatele
- AA.VV., La vita e la sanguisuga novelle orientali (Catanzaro, 1997).
- AA.VV., Il sorriso verso il buio novelle slovacche (Catanzaro, 2001).
- Anatole France, I desideri di Jean Servien (Catanzaro, 2005).
- AA.VV., Arcipelago liceale (Marano Principato, 2018)